# Amar III Ould Mokhtar Ould Kumba
Amar III Ould Mokhtar (+ vers 1800) conegut com a Amar III Ould Kumba, fou emir de Trarza, successor del seu germà Alaït Ould Mokhtar que va morir vers l'any 1795, probablement deixant només fills menors d'edat. Era fill de l'emir Mokhtar Ould Amar (germà i predecessor de Ali Kouri) que quan va morir el 1759 només tenia igualment fills menors.
No es saben gaires coses del seu govern. Portava el malnom de Ould Kumba per la seva mare. Un document francès explica que va advertir als francesos d'un atac de Mohammed Ould Mokhtar de Brakna contra la colònia del Senegal, dels quals Amar Kumba s'havia assabentat perquè li havia comunitat el propi emir de Brakna que li havia demanat ajut, però que havia refusat, ja que volia mantenir bones relacions amb França.
Va morir en data incerta propera al 1800 suposadament sense fills majors d'edat, i el va succeir el seu cosí M'Hammed Ould Ali, fill d'Ali Kouri Ould Amar, que era menor d'edat quan va morir el seu pare el 1786 i aleshores no va poder exercir com emir.